# Cantón de Cherburgo-Octeville-Sureste
El cantón de Cherburgo-Octeville-Sureste era una división administrativa francesa, que estaba situada en el departamento de Mancha y la región de Baja Normandía.

## Composición
El cantón estaba formado por una fracción de la comuna que le daba su nombre:
- Cherburgo-Octeville (fracción)

## Supresión del cantón de Cherburgo-Octeville-Sureste
En aplicación del Decreto n.º 2014-246 de 25 de febrero de 2014, el cantón de Cherburgo-Octeville-Sureste fue suprimido el 22 de marzo de 2015 y su fracción de comuna pasó a formar parte de los nuevos cantones de Cherburgo-Octeville-1 y Cherburgo-Octeville-2.